# Pseudomarsupidium crossii
Pseudomarsupidium crossii là một loài rêu tản trong họ Adelanthaceae. Loài này được (Spruce) J.J. Engel mô tả khoa học lần đầu tiên năm 2007.